# Turris omnipurpurata
Turris omnipurpurata is een slakkensoort uit de familie van de Turridae. De wetenschappelijke naam van de soort is voor het eerst geldig gepubliceerd in 2000 door Vera-Pelaez, Vega-Luz & Lozano-Francisco.